# Rønne
Rønne (bornholmsk Rønna) – największe miasto i port morski na duńskiej wyspie Bornholm, położonej na Bałtyku. W mieście znajduje się polski konsulat honorowy. Miasto ma 13 675 mieszkańców (2025). Siedziba gminy regionalnej Bornholm.
W mieście rozwinął się przemysł cementowy i metalowy.

## Historia
Początki miasta sięgają XIII wieku, kiedy stolicą wyspy było Aakirkeby. Rønne prawa miejskie otrzymało w roku 1327. W 1512 w mieście powstała Szkoła Łacińska. Szybki rozwój w okresie panowania lubeckiego został zatrzymany po przejęciu wyspy przez Szwecję. Pod koniec XVIII wieku Rønne przejęło rolę głównego miasta wyspy, m.in. w 1786 przeniesiono tu sąd bornholmski.
Podczas powstania przeciwko Szwedom w 1658 w Rønne został zastrzelony przez Villuma Clausena szwedzki komendant Bornholmu – Johan Printzensköld.
W 1866 uruchomiono parowe połączenie z Ystad, niedługo potem powiększono i rozbudowano port, w 1880 wzniesiono latarnię morską. Na początku XX wieku Rønne zostało połączone linią kolejową z Nexø, a kilkanaście lat później z Allinge.
7 i 8 maja 1945 miasto zostało zbombardowane przez radzieckie lotnictwo. Zniszczeniu uległa większość budynków, jednak straty w ludności cywilnej były nieznaczne (Sowieci ostrzegli mieszkańców za pomocą ulotek zrzuconych kilka dni wcześniej). Po tym wydarzeniu, z pomocą Szwedów, postawiono w Rønne 225 drewnianych domków, istniejących do dziś.
Pod koniec XX wieku miała miejsce kolejna modernizacja portu.
W mieście znajduje się Muzeum obrony Bornholmu.

## Zabytki

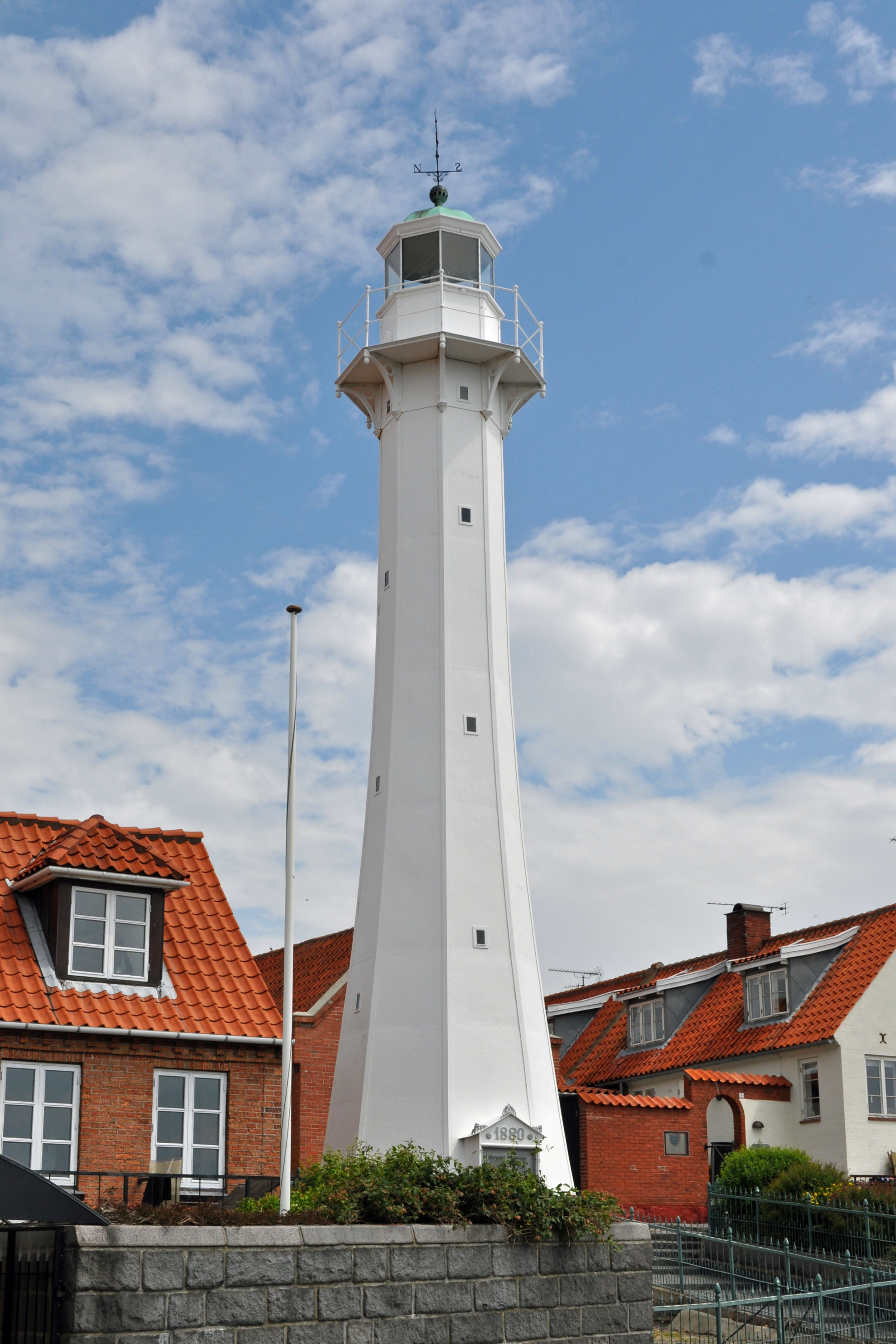
Latarnia morska w Rønne

- Sct. Nikolai kirke – zbudowany w XIV wieku na miejscu starszej kaplicy, rozbudowany w XVI oraz odrestaurowany w roku 1915; wewnątrz chrzcielnica z XIV wieku
- kuźnia portowa z 1735 roku
- latarnia morska z 1880 roku
- budynek Rønne Theater, najstarszego amatorskiego teatru w Danii, z 1823 roku
- Bornholms Amtsgymnasium (Liceum Bornholmskie), kontynuujące tradycje Szkoły Łacińskiej

## Komunikacja
Z portu w Rønne kursują promy BornholmsTraffiken do Køge (Dania), Ystad (Szwecja), Świnoujścia (Polska), Sassnitz – Neu Mukran (Niemcy); część z nich tylko w sezonie letnim.
W mieście rozpoczyna się droga krajowa nr 38 do Nexø przez Aakirkeby.
W okolicy znajduje się port lotniczy Bornholm, położony 5 km na południowy wschód od Rønne. Jest jedynym lotniskiem na wyspie Bornholm. W 2010 roku obsłużył 251 552 pasażerów.